# Nothoscordum correntinum
Nothoscordum correntinum är en amaryllisväxtart som beskrevs av Pierfelice Ravenna. Nothoscordum correntinum ingår i släktet vaniljlökar, och familjen amaryllisväxter. Inga underarter finns listade i Catalogue of Life.